# Mediano hexecontaedro pentagonal
En geometría, el mediano hexecontaedro pentagonal es un poliedro no convexo isoedral. Es el dual del dodecadodecaedro romo. Posee 60 caras pentagonales irregulares que se cruzan entre sí.

## Proporciones

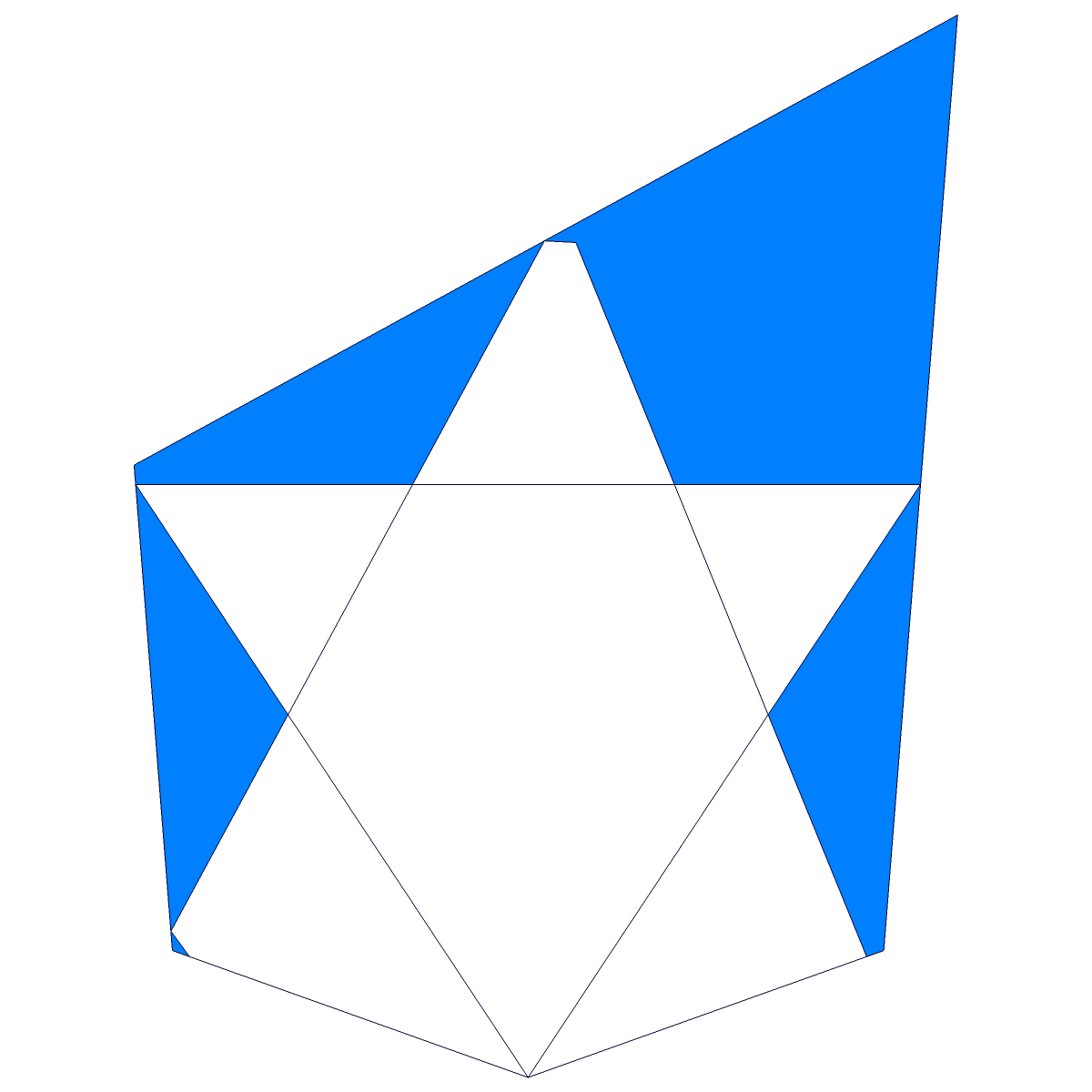
Forma de las caras

Sea {\displaystyle \phi } el número áureo, y sea {\displaystyle \xi \approx -0.409\,037\,788\,014\,42} el cero real más pequeño (más negativo) del polinomio {\displaystyle P=8x^{4}-12x^{3}+5x+1}. Entonces, cada cara tiene tres ángulos iguales de {\displaystyle \arccos(\xi )\approx 114.144\,404\,470\,43^{\circ }}, uno de {\displaystyle \arccos(\phi ^{2}\xi +\phi )\approx 56.827\,663\,280\,94^{\circ }} y uno de {\displaystyle \arccos(\phi ^{-2}\xi -\phi ^{-1})\approx 140.739\,123\,307\,76^{\circ }}. Cada cara tiene un borde de longitud mediana, dos cortas y dos largas. Si la longitud mediana es {\displaystyle 2}, entonces los bordes cortos miden
{\displaystyle 1+{\sqrt {(1-\xi )/(\phi ^{3}-\xi )}}\approx 1.550\,761\,427\,20},
y los bordes largos miden
{\displaystyle 1+{\sqrt {(1-\xi )/(-\phi ^{-3}-\xi )}}\approx 3.854\,145\,870\,08}.

Su ángulo diedro es igual a {\displaystyle \arccos(\xi /(\xi +1))\approx 133.800\,984\,233\,53^{\circ }}. El otro cero real del polinomio {\displaystyle P} juega un papel similar para el mediano hexecontaedro pentagonal invertido.